# Caríntia (região histórica)

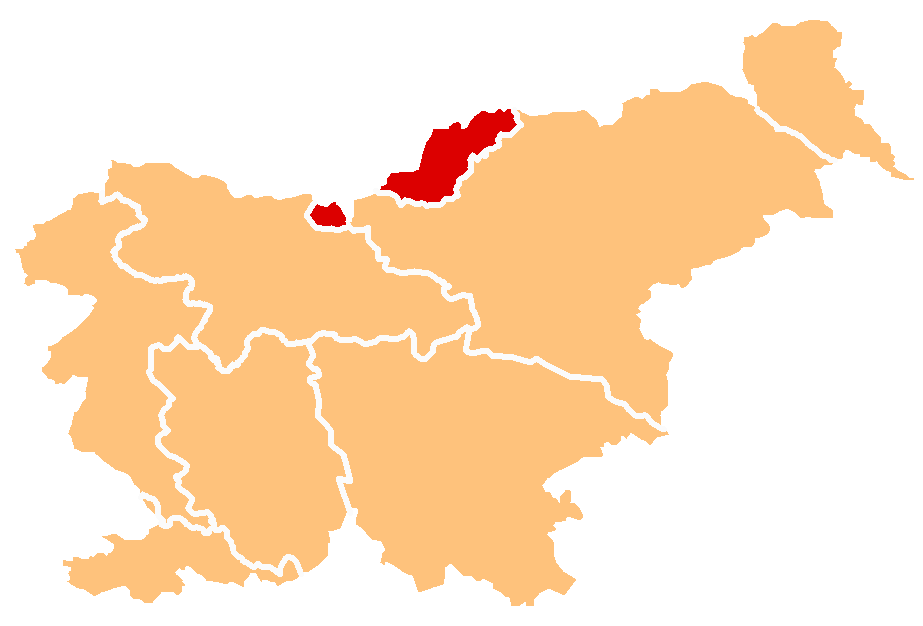
Caríntia destacada em vermelho.

Caríntia é uma região histórica localizada na porção norte da Eslovênia.